# جوزيف ميشيل
جوزيف ميشيل (بالفرنسية: Joseph Michel)‏ هو كاتب ومحامي وسياسي بلجيكي، ولد في 25 أكتوبر 1925 في بلجيكا، وتوفي في 3 يونيو 2016 في آرلون في بلجيكا. حزبياً، نشط في Les Engagés ‏. وقد انتخب عضو مجلس النواب من بلجيكا.